# Osteria del Gambero Rosso
L'Osteria del Gambero Rosso è un ristorante situato nel Parco di Pinocchio, a Collodi di Pescia.
Deriva il suo nome dalla taverna nella quale il Gatto e la Volpe portano Pinocchio a cena, nel capitolo 13 del romanzo Le avventure di Pinocchio.

## Nella fiaba originale
Nel capitolo 13 del romanzo, mentre il gatto, la volpe e Pinocchio vanno al campo dei miracoli, si fermano a mangiare al gambero rosso.
La volpe e il gatto mangiano cose semplici dato che sono in dieta, mentre Pinocchio non mangia quasi niente perché pensa come diventerà ricco. La volpe chiede all'oste di riposare un pochino per poi essere svegliati a mezzanotte. Quando Pinocchio si sveglia scopre che il gatto e la volpe lo hanno lasciato solo e paga lui, per poi mettersi in cammino verso il campo dei miracoli, ignorando gli avvertimenti del fantasma del grillo parlante.

## Storia
Dopo l'inaugurazione del Parco di Pinocchio, il sindaco di Pescia Rolando Anzillotti annunciò un ulteriore ambizioso progetto consistente nella realizzazione di un museo-biblioteca, ove raccogliere le varie edizioni del Pinocchio e le pubblicazioni tematicamente affini, e della creazione dell'Osteria del Gambero Rosso, ingresso ufficiale al parco con bar, ristorante e albergo.
Del progetto del museo fu incaricata Anne Marie Mahieu De Luigi (che nel 1959 consegnò un progetto, rimasto irrealizzato, di cui presso la Fondazione Collodi sono conservati alcuni disegni schematici), mentre per l'Osteria venne incaricato Giovanni Michelucci. Questi redasse un primo progetto nell'agosto del 1958, preceduto da una ampia serie di schizzi di studio (anch'essi datati 1958 e conservati presso il Centro Michelucci a Pistoia). Nel 1959 il sindaco ridefinì il progetto generale, prevedendo anche un ampliamento del parco e Michelucci rivide il progetto (insieme con Alessandro Giuntoli, titolare dell'impresa di costruzioni Sfels) che venne ripresentato l'anno seguente, comprendendo una seconda volumetria contigua, mai realizzata, destinata ad accogliere autonomamente l'albergo e riservando all'Osteria del Gambero Rosso la sola funzione di bar-ristorante. I lavori di costruzione ebbero inizio nel 1961.
L'osteria fu inaugurata nella primavera del 1963.

## Descrizione

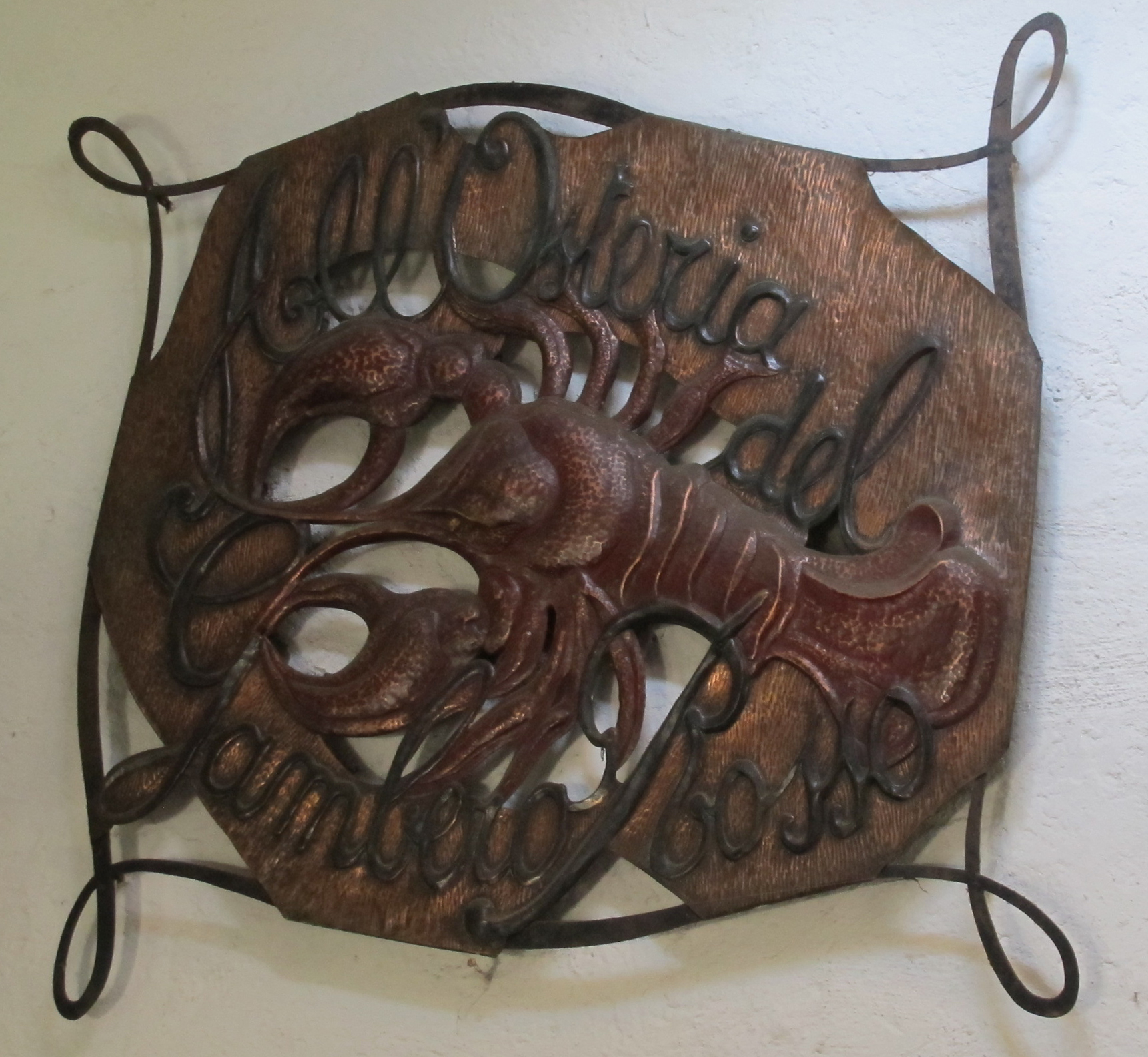
L'insegna

Ubicata in prossimità della riva del torrente Pescia di Collodi, fra la strada e il boschetto di lecci che circonda la piazzetta dei Mosaici, l'Osteria costituisce, insieme con il più recente fabbricato del Laboratorio delle parole e delle figure progettato dall'architetto Carlo Anzillotti con il coordinamento di Giovanni Michelucci, una sorta di "propilei" del parco di Pinocchio.
L'inclinazione particolare della copertura, costituita da due falde di diversa ampiezza, e le piccole, ma ripetute articolazioni volumetriche, con piccoli corpi in aggetto, zone di penombra determinate dai portici e dalle logge, concorrono a definire una singolare rivisitazione del modello formale della casa colonica toscana suggerendo una volontà di mimesi con gli edifici preesistenti limitrofi, oggi sostanzialmente alterati da banali manutenzioni, e con il panorama agrario più in generale. Verso la piazzola d'ingresso si presenta come una massiccia volumetria incisa da piccole aperture asimmetriche, mentre il fronte opposto è scavato da un portico con sovrastante loggia e da più ampie finestrature così da costituire un filtro più fluido verso l'ambiente naturale. Da questo lato è possibile infatti intravedere il torrente e, in alto sulla collina, il borgo antico concluso in basso dalla Villa Garzoni con il suo scenografico parco.
Negli schizzi del 1958, conservati presso il centro Michelucci di Pistoia, prevale un decorativismo calligrafico in cui il tema dell'albero si trasforma ora in arabesco, ora in elemento strutturale o addirittura trave reticolare per dare progressivamente corpo a quei pilastri ramificati a ventaglio che caratterizzano il progetto realizzato e che diverranno, forse proprio a partire da questo progetto, un tema costante nella ricerca architettonica michelucciana.

## Fortuna critica
A fronte di un sostanziale successo di pubblico del parco (tale da consentire, nel 1986, la realizzazione del museo-laboratorio, su progetto dell'architetto Carlo Anzillotti), l'Osteria del Gambero Rosso è stata lungamente trascurata anche dagli stessi studi sull'opera michelucciana, forse perché la sua realizzazione cade nell'arco cronologico del grande cantiere della Chiesa dell'Autostrada del Sole, su cui era già concentrata l'attenzione della critica. Occorre attendere la relativa scheda curata da Cristina Buscioni nel catalogo della mostra La città di Michelucci, alla basilica di Fiesole nel 1976, per interrompere questa sostanziale dimenticanza, mentre nel catalogo dell'opera michelucciana, curato da Belluzzi e Conforti nel 1986, viene messo in risalto non solo che in questo edificio debuttino alcune delle "sigle" che si ritrovano in gran parte dei progetti successivi di Michelucci, ma anche come «...le forme lenticolari e gli spigoli arrotondati non sono riconducibili al versante organico-espressionista e si apparentano piuttosto ad una tendenza calligrafica – tarda ramificazione del Neoliberty – diffusa in area fiorentina negli anni Sessanta e avvertibile in alcuni disegni di Michelucci».